# Pamphile Mihayo Kazembe
Pamphile Mihayo Kazembe (Lubumbashi, 17 settembre 1976) è un allenatore di calcio ed ex calciatore della Repubblica Democratica del Congo.

## Biografia
È sposato e ha quattro figli.

## Carriera

### Club
La sua carriera si svolge quasi interamente nel Mazembe, squadra della Repubblica Democratica del Congo. È stato il capitano della sua squadra nel Campionato mondiale per club  2010, perso in finale contro l'Inter. Complessivamente ha giocato 32 partite nella CAF Champions League e 5 partite nel Mondiale per Club.

### Nazionale
L'11 novembre 2011 esordisce con la maglia della Nazionale della Repubblica Democratica del Congo nella partita vinta 3-1 contro lo Swaziland.

## Palmarès

### Giocatore

#### Competizioni nazionali
- Campionato di calcio della Repubblica Democratica del Congo: 2

Mazembe: 2000, 2001, 2006, 2007, 2009

#### Competizioni internazionali
- CAF Champions League: 2

Mazembe: 2009, 2010

### Allenatore

#### Competizioni internazionali
- Coppa della Confederazione CAF: 1

TP Mazembe: 2017